# Xylota sibirica
Xylota sibirica är en tvåvingeart som beskrevs av Friedrich Hermann Loew 1871. Xylota sibirica ingår i släktet vedblomflugor, och familjen blomflugor. Artens utbredningsområde är Ryssland. Inga underarter finns listade i Catalogue of Life.